# Sumpigaster plumicornis
Sumpigaster plumicornis là một loài ruồi trong họ Tachinidae.